# Bouzeguene
Bouzeguene ou Bouzguène é uma cidade e comuna localizada na província de Tizi Ouzou, Argélia, aproximadamente 170 quilômetros de Argel. Em 2008, sua população era de 24 311 habitantes.